# Гражданский район
Гражданский район — административно-территориальная единица в составе Азово-Черноморского и Краснодарского краёв, существовавшая в 1934—1953 годах. Центр — станица Новомалороссийская
Гражданский район был образован 28 декабря 1934 года в составе Азово-Черноморского края под названием Новоукраинский район. Но 31 декабря 1934 года в постановлении Президиума ВЦИК он назван Гражданским районом. 21 февраля название Гражданский район закреплено краевыми властями. В его состав вошли 10 сельсоветов: Александроневский, Балковский, Бейсугский, Бузиновский, Ирклиевский, Краснооктябрьский, Крупский, Новогражданский, Новодонецкий, Новомалороссийский.
13 сентября 1937 года Гражданский район вошёл в состав Краснодарского края.
22 августа 1953 года Гражданский район был упразднён, а его территория в полном составе передана в Выселковский район.